# آنا كامبل بليس
آنا كامبل بليس (بالإنجليزية: Anna Campbell Bliss)‏ هي مهندسة معمارية أمريكية، ولدت في 10 يوليو 1925 في موريستاون في الولايات المتحدة، وتوفيت في 12 أكتوبر 2015 في مدينة سولت ليك في الولايات المتحدة.